# Macroatrium setosum
Macroatrium setosum är en plattmaskart som beskrevs av Riser 1981. Macroatrium setosum ingår i släktet Macroatrium och familjen Coelogynoporidae. Inga underarter finns listade i Catalogue of Life.